# Лунано
Луна̀но (на италиански: Lunano, на местен диалект Lunèn, Лунен) е село и община в Централна Италия, провинция Пезаро и Урбино, регион Марке. Разположено е на 297 m надморска височина. Населението на общината е 1523 души (към 2010 г.).